# Adetus stellatus
Adetus stellatus es una especie de escarabajo del género Adetus, familia Cerambycidae. Fue descrita científicamente por Martins & Galileo en 2008.
Habita en Costa Rica. Los machos y las hembras miden aproximadamente 9-9,4 mm. El período de vuelo de esta especie ocurre en el mes de julio.